# Riu Amgà
El riu Amgà (iacut: Амма; rus: Амга́) es troba a la República de Sakhà a Rússia. És l'afluent més llarg del riu Aldan, amb 1.462 km i una conca hidrogràfica de 69.300 km² de superfície. Es congela a la primera meitat d'octubre i resta glaçat fins al maig.
El riu té el seu naixement a les terres altes d'Aldan. Forma el límit oriental de l'altiplà de Lena. És l'afluent més gran de l'Aldan, amb el qual s'uneix al marge esquerre a unes poques milles a l'oest de Khandyga.